# Масимилијано Пани
Масимилијано Пани је италијански текстописац, продуцент и композитор рођен 18. априла 1963. у Милану, а родитељи су му Корада Панија и Мине. Његова мајка је одувек изазивала велику радозналост и интересовање не само за њену каријеру, већ и за догађаје који су карактерисали њен приватни живот. Корадо Пани је тада био у браку и због Мининог одбијања да сакрије везу, певачици је било забрањено да наступа на јавним италијанским телевизијским или радио каналима. У року од годину дана, њена афера са Корадом се завршила.

## Дискографија
- 1991 - L'occasione PDU CD 30015
- 1993 - Storie per cani sciolti PDU CD 30022

## Синглови које је издао Медијасет
- 1988 - Prendi il mondo e vai[2]
- 1988 - Principessa dai capelli blu[2]
- 1989 - Questa allegra gioventù[2]
- 1989 - Siamo fatti così (esplorando il corpo umano)
- 1990 - Super Mario (serie televisiva)|Super Mario
- 1990 - Un mondo di magia[2]
- 1991 - Conosciamoci un po
- 1991 - Bravo Molière[2]
- 1998 – 2008 - Canto largo

## Музика за филм и телевизију
- 1991 - Chiara e gli altri
- 1997 - Da cosa nasce cosa (film directed by Andrea Manni)
- 2000 - Sei forte maestro
- 2001 - Sei forte maestro
- 1998 - 2008 - Vivere (soap opera on Channel 5)
- 2006 - La terza stella (film directed by Alberto Ferrari)
- 2009 - Terapia d'urgenza
- 2010 - La banda dei Babbi Natale (directed by Paolo Genovese)

## Телевизија
- 1996 - Gelato al limone, as host with Benedicta Boccoli, for Rai Uno,
- 1996 - David di Donatello, as the host of the evening awards ceremony on the network Telepiù [3]
- 1996 - Europa mon amour, as host for Rai Uno,
- 1996 - Telethon, as host Rai Uno,
- 1997 - Telesogni, host for the Sanremo  Festival for Rai Tre,
- 1997 - Premio Recanati per la Musica d'Autore, conductor for Rai Due,
- 1997 - Salone del Libro di Torino, as conductor for the Special for Rai Uno,
- 1998 - Capodanno, as conductor at the piazza di Torino for Rai Uno,
- 2010 - Ti lascio una canzone, presented by Antonella Clerici, Rai Uno, as President of the judging consisting of Stefania Sandrelli,
- 2011 - Ti lascio una canzone, condotto da Antonella Clerici, Rai Uno, as President of the judging panel consisting of Orietta Berti and Francesco Facchinetti
- 2012 - É stato solo un flirt,[4] presented by Antonella Clerici, for Rai Uno,
- 2012 - Ti lascio una canzone, presented by Antonella Clerici, Rai Uno, member of the judging panel
- 2014 - Ti lascio una canzone, presented by Antonella Clerici, Rai Uno, member of the judging panel